# Věra Korecká
Věra Korecká, roz. Pavlíčková, (* 9. listopadu 1945 Bělehrad) je bývalá soudkyně Nejvyššího soudu České republiky. Odborně se zabývá především občanským právem, které také vyučovala na Právnické fakultě Masarykovy univerzity.

## Život
Narodila se v Jugoslávii, už po necelém roce se ale její rodiče vrátili zpět do Československa. Vyrůstala v Brně, kde vystudovala střední všeobecně vzdělávací školu. V roce 1968 absolvovala Právnickou fakultu UK v Praze, poté se stala justiční čekatelkou a v letech 1972–1975 působila v pozici předsedkyně občanskoprávního senátu u Městského soudu v Brně. Poté z justice odešla a začala působit na katedře občanského práva brněnské právnické fakulty, kde jí byla udělena vědecká hodnost kandidáta věd a kde se v roce 1990 habilitovala. Byla také proděkankou fakulty pro pedagogickou činnost, zabývala se reformou právnického studia. Do justice se vrátila v roce 1993, kdy byla jmenována soudkyní Nejvyššího soudu. Zde působila až do konce roku 2015 v pozici předsedkyně senátu občanskoprávního a obchodního kolegia.
Je autorkou nebo spoluautorkou řady vědeckých publikací a učebnic z oboru občanského práva hmotného. S manželem Pavlem vychovali dceru Kateřinu a syna Petra. Nikdy nebyla členkou KSČ nebo jiné politické strany.